# Bobsleigh aux Jeux olympiques de la jeunesse d'hiver de 2012
Navigation
2016
Les épreuves de bobsleigh aux Jeux olympiques de la jeunesse d'hiver de 2012 ont eu lieu sur la piste de bobsleigh, luge et skeleton d'Igls, près d'Innsbruck en Autriche, le 22 janvier 2012. La compétition comporte une épreuve de bob à deux hommes et une épreuve de bob à deux femmes tandis que l'épreuve de bob à quatre hommes est exclue.

## Médailles

### Tableau des médailles
| Rang  | Nation          | Or | Argent | Bronze | Total |
| ----- | --------------- | -- | ------ | ------ | ----- |
| 1     | Pays-Bas        | 1  | 0      | 1      | 2     |
| 2     | Italie          | 1  | 0      | 0      | 1     |
| 3     | Autriche        | 0  | 1      | 0      | 1     |
| 3     | Grande-Bretagne | 0  | 1      | 0      | 1     |
| 4     | Monaco          | 0  | 0      | 1      | 1     |
| Total | Total           | 2  | 2      | 2      | 6     |

### Épreuves
| Épreuve                               | Or                                            | Or            | Argent                                    | Argent        | Bronze                            | Bronze        |
| ------------------------------------- | --------------------------------------------- | ------------- | ----------------------------------------- | ------------- | --------------------------------- | ------------- |
| Bob à deux hommes résultats détaillés | Patrick Baumgartner / Alessandro Grande (ITA) | 1 min 49 s 14 | Benjamin Maier / Robert Ofensberger (AUT) | 1 min 49 s 23 | Rudy Rinaldi / Jeremy Torre (MON) | 1 min 49 s 31 |
| Bob à deux femmes résultats détaillés | Marije Van Huigenbosch / Sanne Dekker (NED)   | 1 min 51 s 62 | Mica Mcneill / Jazmin Sawyers (GBR)       | 1 min 51 s 95 | Kimberley Bos / Mandy Groot (NED) | 1 min 52 s 15 |

## Qualification
Chaque nation peut envoyer un maximum de 8 athlètes (4 garçons et 4 filles). Le classement de la  FIBT sera utilisé pour allouer les places aux CNO. La participation, pour chaque épreuve, est limitée à 10 équipes, en comptant le pays hôte. Les quotas par CNO sont fixés sur la base du classement de la FIBT actualisé qui sera publié par la FIBT dans un temps ultérieur. La qualification est en fonction des résultats des athlètes, qui gagnent une place de
qualification pour leur CNO. Les athlètes hommes et femmes des continents non représentés peuvent également participer, à raison d’un équipage masculin et d’un équipage féminin, pour autant
que le quota maximum de 20 hommes et 20 femmes ne soit pas encore atteint.

## Résultats

### Bob à deux hommes
Source :
| Rang                                | N° | Nom                                    | Pays            | Manche 1 | Manche 2 | Total         | Différence |
| ----------------------------------- | -- | -------------------------------------- | --------------- | -------- | -------- | ------------- | ---------- |
| Médaille d'or, Jeux olympiques      | 1  | Patrick Baumgartener Alessandro Grande | Italie          | 54 s 83  | 54 s 31  | 1 min 49 s 14 |            |
| Médaille d'argent, Jeux olympiques  | 3  | Benjamin Maier Robert Ofensberger      | Autriche        | 54 s 60  | 54 s 63  | 1 min 49 s 23 | + 0 s 09   |
| Médaille de bronze, Jeux olympiques | 2  | Rudy Rinaldi Jérémy Torre              | Monaco          | 54 s 65  | 54 s 66  | 1 min 49 s 31 | + 0 s 17   |
| 4                                   | 5  | Oskars Ķibermanis Elvis Kamss          | Lettonie        | 54 s 57  | 54 s 80  | 1 min 49 s 37 | + 0 s 23   |
| 5                                   | 10 | Olly Biddulph James Lelliott           | Grande-Bretagne | 54 s 87  | 54 s 54  | 1 min 49 s 41 | + 0 s 27   |
| 6                                   | 4  | Philipp Moelter Richard Oelsner        | Allemagne       | 54 s 93  | 54 s 49  | 1 min 49 s 42 | + 0 s 28   |
| 7                                   | 6  | Codie Bascue Jake Peterson             | États-Unis      | 54 s 98  | 54 s 67  | 1 min 49 s 65 | + 0 s 51   |
| 8                                   | 7  | Kirill Chigvintsev Ivan Tarasov        | Russie          | 55 s 00  | 54 s 95  | 1 min 49 s 95 | + 0 s 81   |
| 9                                   | 9  | Payton Berezowski Clay Sparks          | Canada          | 55 s 26  | 55 s 28  | 1 min 50 s 54 | + 1 s 40   |
| 10                                  | 8  | Junwon Choi Minseo Choi                | Corée du Sud    | 55 s 43  | 55 s 81  | 1 min 51 s 24 | + 2 s 10   |

### Bob à deux femmes
Source :
| Rang                                | N° | Nom                                  | Pays            | Manche 1 | Manche 2 | Total         | Différence |
| ----------------------------------- | -- | ------------------------------------ | --------------- | -------- | -------- | ------------- | ---------- |
| Médaille d'or, Jeux olympiques      | 4  | Marije Van Huigenbosch Sanne Dekker  | Pays-Bas        | 56 s 04  | 55 s 58  | 1 min 51 s 62 |            |
| Médaille d'argent, Jeux olympiques  | 6  | Mica McNeill Jazmin Sawyers          | Grande-Bretagne | 56 s 29  | 55 s 66  | 1 min 51 s 95 | + 0 s 33   |
| Médaille de bronze, Jeux olympiques | 5  | Kimberley Bos Mandy Groot            | Pays-Bas        | 55 s 95  | 56 s 20  | 1 min 52 s 15 | + 0 s 53   |
| 4                                   | 7  | Kirsten Emery Frances Slater         | Grande-Bretagne | 56 s 42  | 55 s 92  | 1 min 52 s 34 | + 0 s 72   |
| 5                                   | 1  | Mathilde Parodi Valentina Margaglio  | Italie          | 56 s 15  | 56 s 26  | 1 min 52 s 41 | + 0 s 79   |
| 6                                   | 2  | Ana Andreea Constantin Andreea Grecu | Roumanie        | 56 s 42  | 56 s 52  | 1 min 52 s 94 | + 1 s 32   |
| 7                                   | 3  | Mercedes Miller Casey Froese         | Canada          | 57 s 29  | 57 s 29  | 1 min 54 s 58 | + 2 s 96   |
| 8                                   | 8  | Maria Oshigiri Shizuka Uehara        | Japon           | 57 s 55  | 57 s 60  | 1 min 55 s 15 | + 3 s 53   |